# Pomeranian

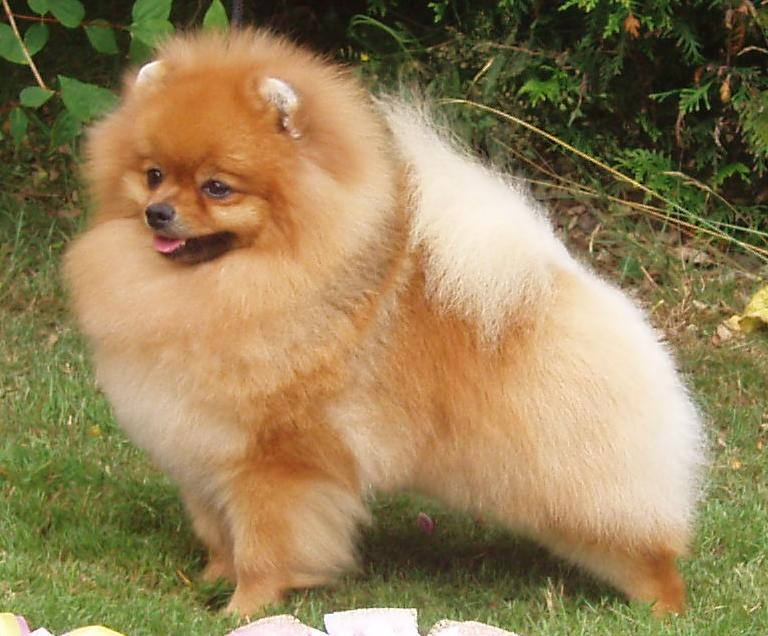
Pomeranian

Pomeranian (pomořan, pomořanský špic) je společenské trpasličí plemeno psa. Vyvíjel se v Pomořansku, oblasti dnešního pomezí Německa a Polska, dále pak v USA a v Anglii. Pro svůj vzhled plyšového medvídka je oblíben po celém světě.

## Vzhled a povaha
Řadí se mezi trpasličí plemena a jeho výška je cca do 22 cm, váha většinou okolo 1,8 - 3,5 kg. Srst se skládá z podsady a krycí části. Má kulatou hlavu, kulaté malé uši, posazené dále od sebe, krátký čenich s výrazným stopem, kompaktní kostru se silnými, rovnoměrně osrstěnými končetinami. Barva může být od bílé, oranžové, přes krémovou, hnědou až po černou.
Pomeranian je řazen mezi společenská plemena.

## Pomeranian vs. německý trpasličí špic
Plemeno pomeranian bývá často zaměňováno s plemenem trpasličího německého špice. Německý trpasličí špic, má hlavu klínovitou, menší, s většíma špičatýma ušima blíže k sobě, uši jsou posazené navrchu hlavy, čenich je dlouhý, špičatý, nohy tenké, méně osrstěné než zbytek těla, kostra není tak kompaktní jako u pomeraniana. Něm. trp. špicové dvakrát do roka silně línají, plemeno pomeranian, který má bohatou srst, při pravidelném pročesávání a přistřihování, většinou  minimálně líná a nechává srst v kartáči, takže jeho srst tzv. nesněží po podlaze. Ocas klasického něm. špice je zahnutý a posazený na bok.
V Česku se tato dvě plemena moc nerozeznávají, zatímco v ostatních zemích Evropy, dále pak v USA a Thajsku jsou tato plemena již dávno rozdělena a každé má svůj vlastní plemenný standard. 

## Původ

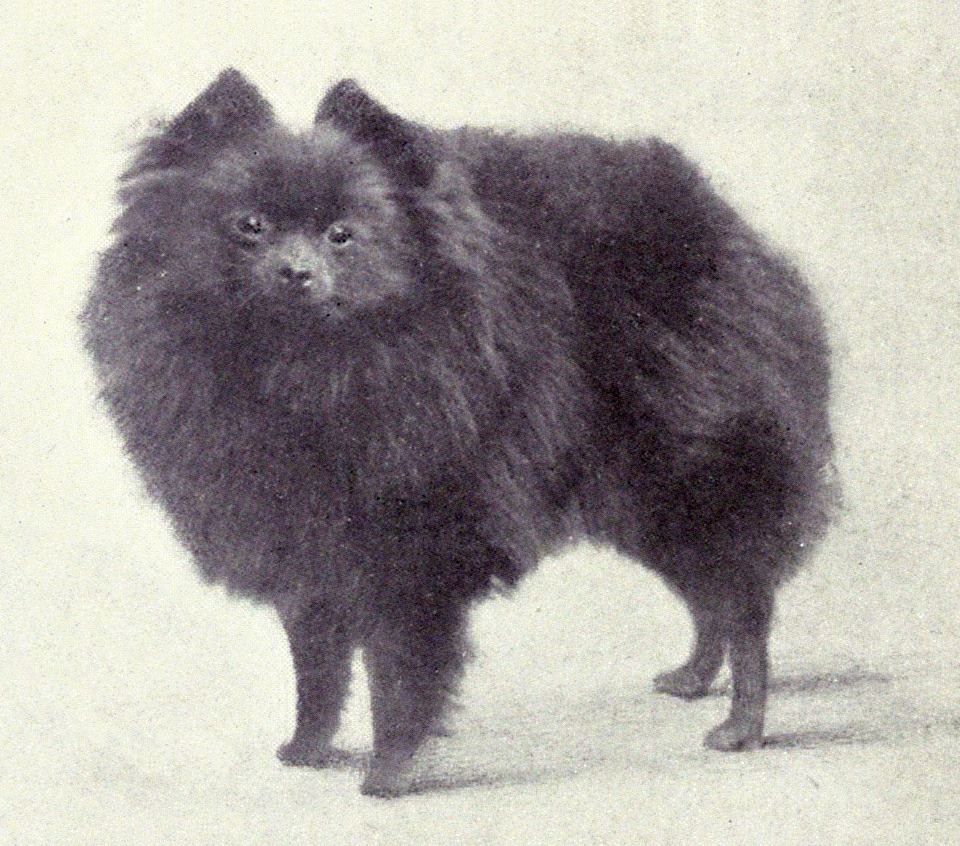
Miniaturní pomeranian z roku 1915

Pomeranian je považován za potomka německého špice. Plemeno údajně získalo svůj název spojením s oblastí známou jako Pomořansko, která se nachází na severu Polska a Německa podél Baltského moře. Přestože tato oblast není původem plemene, přisuzuje se jí chov, který vedl k původnímu typu Pomeraniana. Řádná dokumentace chyběla až do doby, kdy bylo plemeno představeno ve Velké Británii.

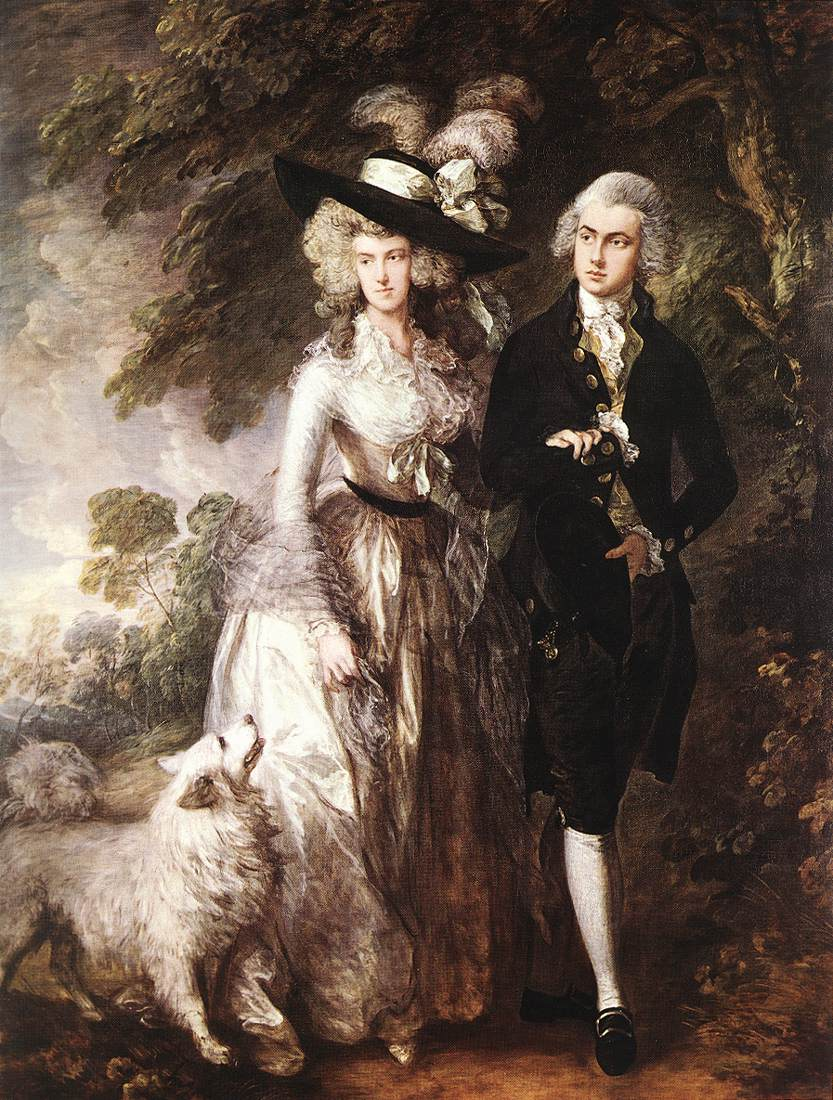
Portrét manželů Williama Hallettových od Thomase Gainsborougha, 1785. Na obraze je namalován větší typ pomeranianů, než je dnes běžné.

Raný moderní záznam o Pomeranianech pochází z 2. listopadu 1764 z deníku Jamese Boswella „Boswell na velké cestě: Německo a Švýcarsko“. „Francouz měl Pomeraniana jménem Pomer, kterého měl velmi rád.“ O potomcích Pomeraniana a vlka, které choval obchodník se zvířaty z Londýna, se diskutuje v díle Thomase Pennanta „Cesta po Skotsku“ z roku 1769.
Dva členové britské královské rodiny ovlivnili vývoj plemene. V roce 1767 přivezla královna Charlotta, choť krále Jiřího III., do Anglie dva Pomeraniany.
Psi jménem Phoebe a Mercury byli zachyceni na obrazech Sira Thomase Gainsborougha. Tyto obrazy ukazují psa většího, než je moderní plemeno, údajně vážícího až 14–23 kg, ale vykazujícího moderní znaky, jako je hustá srst, uši a ocas stočený přes záda.
Královna Viktorie, vnučka královny Charlotty, byla také nadšenou chovatelkou a založila velkou chovnou stanici. Jeden z jejích oblíbených psů byl poměrně malý červený Pomeranian, kterého možná pojmenovala „Windsor's Marco“, a vážil pouhých 5,4 kg. Když ho poprvé představila v roce 1891, okamžitě se stal menší typ Pomeraniana populární, a chovatelé začali vybírat jen menší jedince k dalšímu chovu. Během jejího života byla velikost plemene údajně snížena o 50 %. Královna Viktorie se snažila plemeno zlepšit a propagovat dovozem menších Pomeranianů různých barev z různých evropských zemí, aby je zařadila do svého chovu. Mezi královské majitele tohoto období patřila také Joséphine de Beauharnais, manželka Napoleona I., a král Jiří IV.
První chovatelský klub byl založen v Anglii v roce 1891 a krátce poté byl napsán první standard plemene. První jedinec plemene byl zapsán do amerického Kennel Clubu v roce 1898 a v roce 1900 bylo plemeno oficiálně uznáno.
V roce 1912 přežili dva Pomeraniani jako jedni ze tří psů potopení lodi RMS Titanic. Pomeranian jménem „Lady“, patřící Margaret Bechstein Haysové, unikl spolu s majitelkou v záchranném člunu číslo sedm, zatímco Elizabeth Barrett Rothschildová vzala svého psa do bezpečí v člunu číslo šest.
Glen Rose Flashaway vyhrál Toy Group na výstavě Westminster Kennel Club Dog Show v roce 1926 jako první Pomeranian, který vyhrál skupinu na této výstavě. Trvalo však až do roku 1988, než první Pomeranian, „Great Elms Prince Charming II“, získal titul Best in Show na Westminster Kennel Clubu.
Ve standardu z roku 1998 je Pomeranian zahrnut do standardu německého špice spolu s Keeshond podle Fédération Cynologique Internationale.